# Úvěrový podvod
Úvěrový podvod spočívá v zamlčení a/nebo uvádění nepravdivých či hrubě zkreslených údajů v souvislosti se sjednáváním úvěrové smlouvy, případně/eventuálně v použití prostředků získaných účelovým úvěrem na jiný než určený účel bez souhlasu věřitele. Tento zvláštní druh podvodu je upraven v § 211 českého trestního zákoníku.
Pachatel tohoto trestného činu může být potrestán odnětím svobody až na dvě léta  nebo zákazem činnosti. Způsobí-li větší škodu, hrozí mu až pět let odnětí svobody. Jestliže ale jde o organizovanou skupinu, má-li pachatel jinak hájit zájmy poškozeného či způsobí-li značnou škodu, může být odsouzen až na osm let, resp. na deset let, pokud by šlo o škodu velkého rozsahu (nebo byla-li by smyslem úvěrového podvodu vlastizrada, teroristický útok či teror). Závažnost tohoto trestného činu vyplývá také z toho, že trestná je už i jen jeho příprava.